# Sjundeå svenska församling
Sjundeå svenska församling är en församling i Raseborgs prosteri inom Borgå stift i Evangelisk-lutherska kyrkan i Finland. Till församlingen hörde 1 394 kyrkomedlemmar i slutet av 2020, vilket var cirka 80 % av kommunens svenskspråkiga invånare. I slutet av 2024 hade medlemsantalet minskat till 1269 medlemmar, vilket fortfarande utgjorde cirka 80 % av de svenskspråkiga invånarna i Sjundeå.
Församlingens hemkyrka är Sjundeå kyrka (1480), som är helgad åt S:t Petrus.
Kyrkoherde i församlingen är Tom Bergman.

## Historia

Sjundeå svenska församlings läge i Finland.

År 1998 beslutade kyrkostyrelsen att församlingen delas på språkliga grunder. Kyrkorådet i Sjundeå församling överklagade beslutet till högsta förvaltningsdomstolen, som avslog besvären. År 2000 blev delningen ett faktum.
Efter delningen bildade Sjundeå svenska församling och Siuntion suomenkielinen seurakunta (Sjundeå finska församling) tillsammans Sjundeå kyrkliga samfällighet.

## Kyrkor och lokaler
- Sjundeå S:t Petri kyrka
- Sjundeå församlingshem
- Capella
- Sjundeå avskedsrum
- Lugnet
- Friden
- Postillas klubbutrymme
- Lilla-Postillan
- Backa Lillgård

## Kyrkoherdar
- Eimer Wasström 2000–2011
- Maria Venhola 2012–2014
- Tom Bergman 2014–2017 (t.f)
- Tom Bergman 2017-
- Monica Cleve 2019 (t.f)[4]